# Phascolosoma placostegi
Phascolosoma placostegi är en stjärnmaskart som beskrevs av Baird 1868. Phascolosoma placostegi ingår i släktet Phascolosoma och familjen Phascolosomatidae. Inga underarter finns listade i Catalogue of Life.